# 25955 Radway
25955 Radway este o planetă minoră (asteroid), cu un diametru de 6,273 km, din centura de asteroizi. A fost descoperită pe 19 martie 2001 la Stația Anderson Mesa de Lowell Observatory Near-Earth-Object Search. 
Obiectul prezintă o orbită caracterizată de o semiaxă mare de 2,6758505 UAi, o excentricitate de 0,07, o înclinație de 3,96897 ° în raport cu ecliptica.